# Fausto José do Amaral de Figueiredo
Fausto José do Amaral de Figueiredo (Cascais, Alcabideche (hoje Estoril), Monte Estoril, 1 de Março de 1911 - 24 de Março 1971) foi um banqueiro, empresário, político, académico, escritor e coleccionador português.

## Biografia
Filho de Fausto Cardoso de Figueiredo e de sua mulher Clotilde Hermenegilda Ferreira do Amaral.
Casou em Lisboa a 21 de Dezembro de 1931 com Maria do Carmo Viana Machado Mendes de Almeida (Lisboa, 23 de Janeiro de 1911 - 22 de Abril de 1996), filha de Boaventura Freire Corte-Real Mendes de Almeida e de sua mulher Maria Emília Viana Homem Machado, que usou o título de 3.ª Condessa de Caria, com quem teve quatro filhos e filhas.
Licenciado em Direito, foi Presidente do Conselho de Administração do Banco Fonsecas, Santos & Vianna, Administrador do Banco de Fomento Nacional, Representante dos Estabelecimentos Bancários Comerciais no Conselho Nacional de Crédito e Director do Grémio Nacional dos Bancos e Casas Bancárias.
Desempenhou outros cargos, entre os quais se destacam: o de Presidente da Corporação de Crédito e Seguros, eleito a 30 de Outubro de 1965, o de Vice-Presidente da Mesa da Assembleia Geral das Companhias Reunidas de Gás e Electricidade, o de Administrador e Presidente do Conselho de Administração da Companhia dos Caminhos de Ferro Portugueses da Beira Alta e o de Administrador e Presidente do Conselho de Administração da Companhia Agrícola Ultramarina.
A 25 de Novembro de 1958, foi admitido como Procurador à VII Legislatura (1957-1961) da Câmara Corporativa, na qualidade de Representante dos Bancos e das Casas Bancárias - Grémio Nacional dos Bancos e Casas Bancárias, pelas entidades patronais, passando a integrar a X Secção - Crédito e Seguros, 1.ª Subsecção - Crédito. Nesta função, não relatou ou subscreveu qualquer Parecer. Voltou a desempenhar o cargo de Procurador no decorrer da IX Legislatura (1965-1969), na qualidade de Presidente da Corporação de Crédito e Seguros, integrando ambas as Subsecções da X Secção - Crédito e Seguros. Nesta última Legislatura, a sua presença foi bastante mais interventora, tendo ficado marcada pela subscrição: do Parecer N.º 1/IX, referente à Proposta de Lei N.º 1 /IX, que visava a "Autorização das receitas e despesas para 1966" (ACC, N.º 5, 9 de Dezembro de 1965); do Parecer N.º 5/IX, acerca do Projecto de Proposta de Lei N.º 3/IX, sobre a "Autorização das receitas e despesas para 1967" (ACC, N.º 5, 6 de Dezembro de 1966); do Anexo I do Parecer N.º 9/IX "Projecto do III Plano de Fomento para 1968-1973 (Continente e Ilhas)" (ACC, N.º 77, 2 de Novembro de 1967); e do Parecer N.º 14/IX, respeitante ao Projecto de Proposta de Lei N.º 6/IX, que visava a "Autorização das receitas e despesas para 1969" (ACC, N.º 112, 3 de Dezembro de 1968).
A 24 de Janeiro de 1966, pronunciou-se na Assembleia Geral do Banco Nacional de Fomento acerca da publicação do Decreto-Lei N.º 46.492 e da Portaria N.º 21.477, ambas da mesma data de 18 de Agosto de 1965, referindo que ambos foram imprescindíveis para a melhoria das condições de funcionamento do sistema bancário e do mercado de capitais de Portugal, na medida em que regularam o mercado monetário e terminaram com a indisciplina e a desregrada concorrência que se verificava em certos estabelecimentos - com a consequente apatia, e quase estagnação da bolsa, e os perniciosos efeitos daí resultantes para o nosso desenvolvimento económico (AOS/CP/114, Pasta N.º 3.3.13). Um ano mais tarde, a 5 de Janeiro de 1967, e novamente em carta ao Presidente do Conselho de Ministros, refere o seu envolvimento no processo de fusão entre a Casa Bancária Fonsecas, Santos & Vianna, fundada em Lisboa a 27 de Março de 1861, com a Casa Bancária Henrique Burnay, fundada na mesma cidade de Lisboa a 27 de Maio de 1875, e que, mais tarde, a 24 de Outubro de 1925,  se passou a chamar Banco Burnay, SARL. Nesse mesmo ano, viajou para Londres, com o objectivo de acordar uma associação entre o Barclays Bank e o Banco Fonsecas, Santos & Vianna, para a criação dum novo banco em Moçambique, banco esse necessário, tendo em conta a deterioração da actividade bancária e a afectação que tal implicava para a própria moeda portuguesa. Por fim, a 17 de Abril de 1967, voltou a informar António de Oliveira Salazar duma nova fusão, aprovada por unanimidade, em Assembleia Geral do Banco Fonsecas & Burnay, desta vez entre este último e o Banco Regional de Aveiro.
No que respeita a títulos literários, foi Sócio do Instituto de Coimbra, de Coimbra, da Sociedade Martins Sarmento, de Guimarães, da Sociedade Portuguesa de Antropologia e Etnologia, sedeada no Porto, e da Sociedade de Geografia de Lisboa, em Lisboa. Da sua autoria são vários trabalhos de carácter histórico, em diversas publicações, bem como as obras A Reforma Concelhia de 6 de Novembro de 1836 (1951) e Alguns Aspectos da Coordenação do Crédito em Portugal (1965). Era, ainda, coleccionador de livros.